# Hemileius singularis
Hemileius singularis är en kvalsterart som först beskrevs av Sellnick 1930.  Hemileius singularis ingår i släktet Hemileius och familjen Hemileiidae. Inga underarter finns listade i Catalogue of Life.